# Зелёный альбом
«Зелёный альбо́м» — седьмой студийный альбом российской хеви-метал группы «Чёрный Обелиск», который вышел на лейбле CD-Maximum 25 мая 2006 года.

## Об альбоме
CD органично соединяет в себе новаторские элементы и классические музыкальные традиции коллектива «Чёрный Обелиск».  

Альбом об обычных людях, которые сталкиваются с необычными явлениями и о необычных людях, которые сталкиваются с обычными... — Владимир Ермаков.

Название альбома является обыгрыванием термина «зелёный концерт».

«Зелёный концерт» - это когда после длительного тура веселят только мелкие пакости товарищам. Зелёный цвет – цвет обмана. Зелёный – цвет футбольного поля, теннисного корта, цвет практически всех мест, где происходят современные ристалища… спортивные и, кстати, военные. Зелёный цвет – так называемая «зелёнка», когда врагу легче замаскироваться, потому что его скрывают деревья. На корте или на футбольном поле всегда очень большой накал страстей, несмотря на внешнее спокойствие…

## Список композиций
| №   | Название               | Текст песни   | Музыка         | Длительность |
| --- | ---------------------- | ------------- | -------------- | ------------ |
| 1.  | «Интро» (инструментал) | —             | Чёрный Обелиск | 0:22         |
| 2.  | «Тень»                 | Д.Борисенков  | Чёрный Обелиск | 4:04         |
| 3.  | «Праздник слепоты»     | Л. Плотников  | Чёрный Обелиск | 3:29         |
| 4.  | «Когда-нибудь»         | Г.Арустамьян  | Чёрный Обелиск | 4:17         |
| 5.  | «По дороге старой»     | Г.Арустамьян  | Чёрный Обелиск | 3:32         |
| 6.  | «Небо»                 | Д. Борисенков | Чёрный Обелиск | 3:36         |
| 7.  | «Мой мир»              | Д. Борисенков | Чёрный Обелиск | 3:43         |
| 8.  | «Навсегда»             | Д. Борисенков | Чёрный Обелиск | 3:59         |
| 9.  | «Год за годом»         | Л. Плотников  | Чёрный Обелиск | 3:23         |
| 10. | «Джаzz»                | В.Ермаков     | Чёрный Обелиск | 3:25         |
| 11. | «Лабиринт»             | Д. Борисенков | Чёрный Обелиск | 2:45         |
| 12. | «Сам по себе»          | Л. Плотников  | Чёрный Обелиск | 3:45         |
| 13. | «День без забот»       | В.Ермаков     | Чёрный Обелиск | 3:12         |
| 14. | «Ангелы»               | Д.Борисенков  | Чёрный Обелиск | 6:05         |
| 15. | «Сон» (бонус)          | Д.Борисенков  | Чёрный Обелиск | 3:02         |

## Участники записи
- Дмитрий Борисенков - вокал, соло-гитара
- Михаил Светлов - ритм-гитара
- Даниил Захаренков - бас-гитара
- Владимир Ермаков - ударные